# Trey Burke
Alfonso Clark Burke III, detto Trey (Columbus, 12 novembre 1992), è un cestista statunitense.

## Carriera universitaria
Cresciuto nella Northland High School nella propria città natale, nel 2011 si è trasferito alla University of Michigan. Nella sua stagione da freshman ha disputato 34 partite mettendo a referto 504 punti; nel suo anno da sophomore ha aumentato la media punti, arrivando a 18,8 (696 punti in 37 partite).
Nella stagione 2012-13, in cui Michigan si è qualificata per le Final Four NCAA, è stato insignito del Naismith College Player of the Year, nonché di numerosi altri riconoscimenti: Bob Cousy Award, John R. Wooden Award, Oscar Robertson Trophy e Associated Press College Basketball Player of the Year; è stato inoltre nominato nel Consensus All American First Team.

## Carriera professionistica

### Utah Jazz (2013-2016)
Burke è stato scelto al Draft NBA 2013 con la 9ª chiamata dai Minnesota Timberwolves, poi subito scambiato agli Utah Jazz. Partecipa alla Orlando Summer League del 12 luglio, durante la quale si procura una frattura dell'indice destro. Ciò ritarda di svariati mesi il suo esordio nella lega, che avviene il 20 Novembre, segnando 11 punti. Il 18 dicembre contro gli Orlando Magic, mette a referto la sua prima partita da 30 punti, conditi con 8 assist e 7 rimbalzi. Viene nominato Western Conference NBA Rookie of the Month per dicembre e il 15 gennaio, segna 11 assist e 17 punti contro i San Antonio Spurs. Il 29 gennaio è stato nominato partecipante alla Rising Stars Challenge come parte del fine settimana del NBA All-Star Game 2014 e il 15 febbraio, vince la sfida NBA Skills Challenge assieme a Damian Lillard. A fine stagione è arrivato terzo nella corsa al premio Rookie of the Year, ma viene comunque inserito nel primo NBA All-Rookie Team. Nei due anni successivi ai Jazz, a causa di discontinuità nelle prestazioni, Burke perde notevole importanza nel roster, lasciandosi superare nelle rotazioni, perdendo lo spot di playmaker titolare.

### Washington Wizards (2016-2017)
Il 7 luglio 2016, Burke viene scambiato con i Washington Wizards in cambio di una scelta del secondo round del 2021. Ha fatto il suo debutto con i Wizards nella loro apertura stagionale il 27 ottobre 2016, segnando otto punti dalla panchina in una sconfitta per 114-99 contro gli Atlanta Hawks. Il 30 dicembre 2016, ha segnato il proprio career-high da 27 punti, partendo dalla panchina, eguagliato il 12 aprile contro il Miami Heat. Dopo la stagione, Washington non estese a Burke il contratto, rendendolo unrestricted free agent.

### Westchester e New York Knicks (2017-2019)
L'11 ottobre 2017 firma un contratto con i New York Knicks che lo tagliano 3 giorni dopo. Il 14 gennaio 2018, dopo aver giocato per qualche mese in NBA G-League con gli Westchester Knicks (con cui aveva stipulato un contratto il 23 ottobre 2017), Burke ha firmato con i New York Knicks dopo aver segnato 26,6 punti (2º nella G League), con una media di 5.4 assist, 3,3 rimbalzi e 1,9 rubate con Westchester. Il 25 gennaio mette a referto una doppia doppia di 18 punti e 11 assist, uscendo dalla panchina. Nella prima partita dopo il NBA All-Star Weekend 2018, segna 26 punti e 6 assist contro gli Orlando Magic e ne segna 26 contro i Celtics qualche giorno dopo. Nella sconfitta ai supplementari 137-128 contro i Charlotte Hornets il 26 marzo, migliora il record personale di punti in carriera, segnandone 42 con 12 assist. Termina la stagione con una media di 12,6 punti, 4,6 assist e 2 rimbalzi in 35 partite giocate, medie molto simili al suo primo anno ai Jazz, ma con una percentuale dal campo notevolmente migliorata, (da 38% a 50%), con un minutaggio più ristretto, (da 32 minuti a 21).

## Statistiche

### College
| Anno      | Squadra             | PG | PT | MP   | TC%  | 3P%  | TL%  | RP  | AP  | PRP | SP  | PP   |
| --------- | ------------------- | -- | -- | ---- | ---- | ---- | ---- | --- | --- | --- | --- | ---- |
| 2011-2012 | Michigan Wolverines | 34 | 32 | 36,1 | 43,3 | 34,8 | 74,4 | 3,5 | 4,6 | 0,9 | 0,4 | 14,8 |
| 2012-2013 | Michigan Wolverines | 39 | 39 | 35,3 | 46,3 | 38,4 | 80,1 | 3,2 | 6,7 | 1,6 | 0,5 | 18,6 |
| Carriera  | Carriera            | 73 | 71 | 35,7 | 45,0 | 36,7 | 77,7 | 3,3 | 5,7 | 1,3 | 0,5 | 16,9 |

### NBA

#### Regular Season
| Anno      | Squadra            | PG  | PT  | MP   | TC%  | 3P%  | TL%  | RP  | AP  | PRP | SP  | PP   |
| --------- | ------------------ | --- | --- | ---- | ---- | ---- | ---- | --- | --- | --- | --- | ---- |
| 2013-2014 | Utah Jazz          | 70  | 68  | 32,3 | 38,0 | 33,0 | 90,3 | 3,0 | 5,7 | 0,6 | 0,1 | 12,8 |
| 2014-2015 | Utah Jazz          | 76  | 43  | 30,1 | 36,8 | 31,8 | 75,2 | 2,7 | 4,3 | 0,9 | 0,2 | 12,8 |
| 2015-2016 | Utah Jazz          | 64  | 0   | 21,3 | 41,3 | 34,4 | 81,7 | 1,8 | 2,3 | 0,5 | 0,1 | 10,6 |
| 2016-2017 | Wash. Wizards      | 57  | 0   | 12,3 | 45,7 | 44,3 | 75,9 | 0,8 | 1,8 | 0,2 | 0,1 | 5,0  |
| 2017-2018 | N.Y. Knicks        | 36  | 9   | 21,8 | 50,3 | 36,2 | 64,9 | 2,0 | 4,7 | 0,7 | 0,1 | 12,8 |
| 2018-2019 | N.Y. Knicks        | 33  | 7   | 20,9 | 41,3 | 34,9 | 82,7 | 1,9 | 2,8 | 0,6 | 0,2 | 11,8 |
| 2018-2019 | Dallas Mavericks   | 25  | 1   | 17,4 | 46,3 | 35,6 | 83,7 | 1,5 | 2,6 | 0,5 | 0,1 | 9,7  |
| 2019-2020 | Philadelphia 76ers | 25  | 0   | 13,2 | 46,5 | 42,1 | 72,2 | 1,4 | 2,1 | 0,3 | 0,0 | 5,9  |
| 2019-2020 | Dallas Mavericks   | 8   | 1   | 23,9 | 42,7 | 43,2 | 90,9 | 1,9 | 3,8 | 1,1 | 0,1 | 12,0 |
| 2020-2021 | Dallas Mavericks   | 62  | 1   | 14,7 | 42,8 | 35,4 | 89,5 | 0,9 | 1,3 | 0,6 | 0,1 | 6,6  |
| 2021-2022 | Dallas Mavericks   | 42  | 0   | 10,5 | 39,1 | 31,7 | 87,0 | 0,8 | 1,4 | 0,3 | 0,0 | 5,1  |
| Carriera  | Carriera           | 498 | 130 | 20,9 | 41,0 | 34,5 | 81,0 | 1,8 | 3,1 | 0,6 | 0,1 | 9,6  |

#### Play-off
| Anno     | Squadra          | PG | PT | MP   | TC%  | 3P%  | TL%  | RP  | AP  | PRP | SP  | PP   |
| -------- | ---------------- | -- | -- | ---- | ---- | ---- | ---- | --- | --- | --- | --- | ---- |
| 2017     | Wash. Wizards    | 3  | 0  | 6,6  | 0,0  | 0,0  | 0,0  | 0,0 | 1,7 | 0,0 | 0,0 | 0,0  |
| 2020     | Dallas Mavericks | 6  | 3  | 26,0 | 50,8 | 47,1 | 60,0 | 3,2 | 2,0 | 1,3 | 0,3 | 12,3 |
| Carriera | Carriera         | 9  | 3  | 19,6 | 47,6 | 42,1 | 60,0 | 2,1 | 1,9 | 0,9 | 0,2 | 8,2  |

### G League
| Anno      | Squadra        | PG | PT | MP   | TC%  | 3P%  | TL%  | RP  | AP  | PRP | SP  | PP   |
| --------- | -------------- | -- | -- | ---- | ---- | ---- | ---- | --- | --- | --- | --- | ---- |
| 2017-2018 | Westch. Knicks | 26 | 26 | 37,0 | 48,8 | 41,6 | 83,1 | 3,3 | 5,5 | 1,9 | 0,2 | 26,6 |
| 2022-2023 | Stockton Kings | 35 | 5  | 25,7 | 44,1 | 40,2 | 91,2 | 2,1 | 4,4 | 0,7 | 0,1 | 15,9 |
| 2023-2024 | Capitanes C.M. | 10 | 9  | 32,1 | 46,2 | 42,4 | 86,4 | 2,1 | 2,6 | 2,1 | 0,1 | 21,7 |
| Carriera  | Carriera       | 71 | 40 | 30,7 | 46,6 | 41,1 | 85,7 | 2,6 | 4,5 | 1,3 | 0,2 | 20,6 |

## Palmarès
- Naismith College Player of the Year (2013)
- Bob Cousy Award (2013)
- John R. Wooden Award (2013)
- Oscar Robertson Trophy (2013)
- Associated Press College Basketball Player of the Year (2013)
- NABC Player of the Year (2013)
- NCAA AP All-America First Team (2013)
- NBA Western Conference Rookie of the Month (Dicembre 2013)
- NBA All-Rookie First Team (2014)
- All-NBDL Third Team (2018)